# Oleksander Hrekov
Oleksandr Hrekiv (en ukrainien : Олександр Петрович Греків et russe : Александр Петрович Греков), né le 1875 à Hloukhiv et mort le 2 décembre 1958 à Vienne, est un militaire et homme politique ukrainien puis autrichien.

## Biographie
Il a commencé sa carrière militaire en 1905 au Régiment des chasseurs de la garde. Quand éclatait la Première Guerre mondiale il était enseignant à l'École militaire d'état-major Nicolas puis fut versé à la 74e division infanterie époque ou il a rencontré Mykola Iounakiv ; ensuite à l'état major de la 1re division de la Garde et colonel en 1915.
Il fut général en chef de l'armée de la République populaire d'Ukraine occidentale lors de la Guerre polono-ukrainienne.

## Son exil
Il partait en 1919 en Roumanie avant de finir exilé en Autriche.

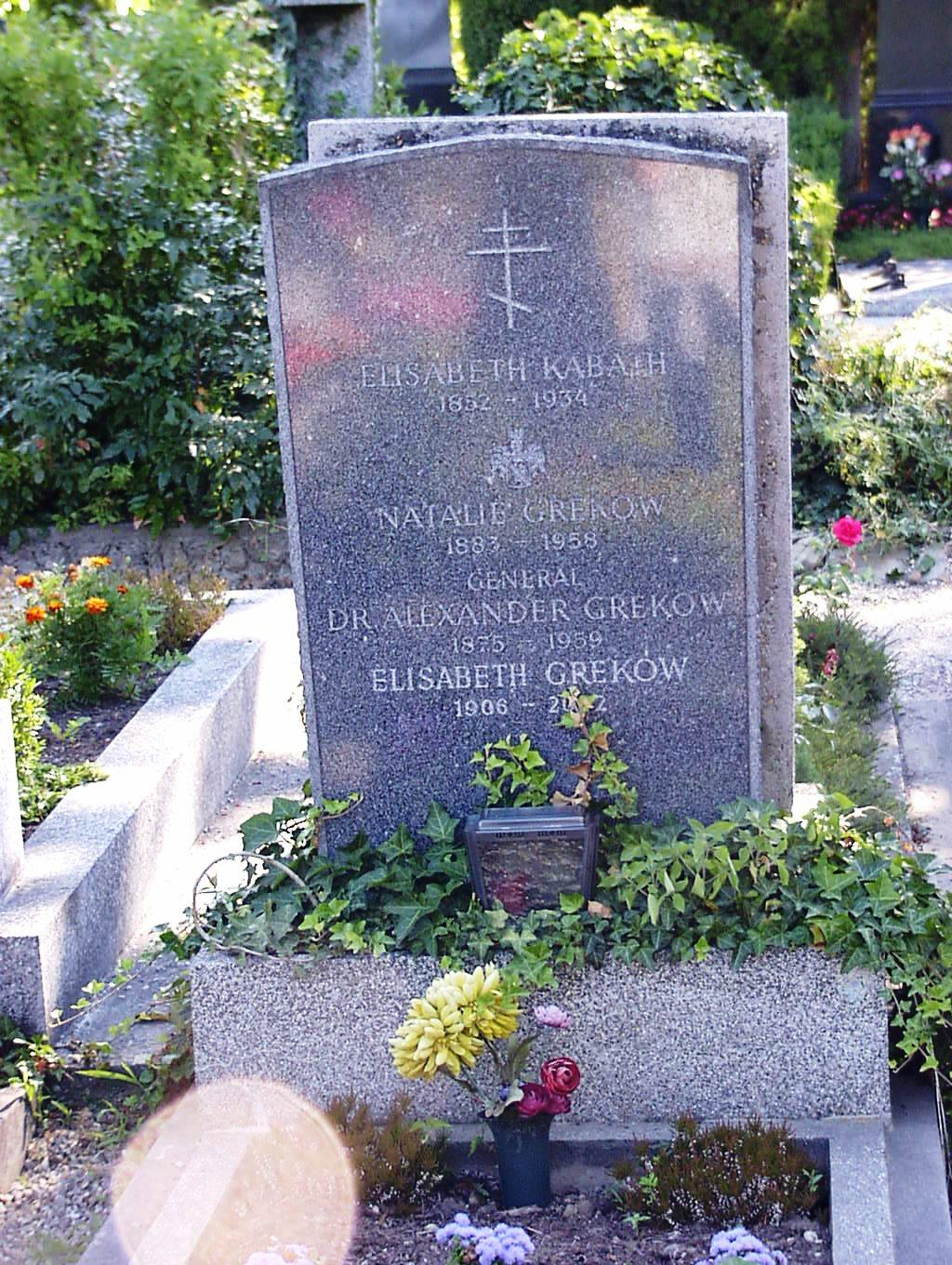
Sa tombe à St. Andrä-Wördern en Autriche.